# Красиловский агрегатный завод
Красиловский агрегатный завод (укр. Красилівський агрегатний завод) — государственное предприятие военно-промышленного комплекса Украины.
Входит в перечень предприятий, имеющих стратегическое значение для экономики и безопасности Украины.

## История
Предприятие было создано в сентябре 1968 года в соответствии с распоряжением министерства авиационной промышленности СССР.
Основным направлением деятельности завода являлось производство изделий для авиатехники (устройств для подвески и пуска ракет, балочных держателей для подвески и сброса с принудительным отделением груза и др.).
В 1980 году Красиловский завод металлоизделий был переименован в Красиловский агрегатный завод. В 1982 году завод освоил производство пускового устройства АПУ-470 и замка ДЗ-УМ.
В 2000 году на предприятии началась разработка конструкции отопительного котла, а в мае 2001 года заводом был выпущен первый котёл "Вулкан".
12 июля 2001 года правительство Украины приняло закон о государственной поддержке предприятий авиастроительной отрасли Украины, в перечень предприятий был включён завод.
По состоянию на начало 2008 года, основной продукцией завода являлись:
- балочный держатель БДЗ-УСК-Б[1]
- замок ДЗ-УМ[1]
- замок ДЕРЗ-54-Д[1]
- пусковое устройство АПУ-470[1]
- пусковое устройство О-25Л[1]
- унифицированный контейнер КМГУ-2[1]

Кроме того, на предприятии был освоен выпуск продукции гражданского назначения (газовые котлы, счётчики газа и др.).
После создания в декабре 2010 года государственного концерна «Укроборонпром», в 2011 году завод вошёл в состав концерна.
К 2011 году завод освоил производство аккумулятивных водонагревателей с системой солнечного теплоснабжения для потребителей в сельской местности
В октябре 2014 года предприятие освоило выпуск твердотопливных котлов "Міцний горішок", в 2015 году - деталей механической части противотанкового комплекса "Стугна-П".
В сентябре 2015 года было объявлено о подписании контракта на изготовление опытной партии автоматов "Малюк", производство которой планируется организовать на Красиловском агрегатном заводе. По состоянию на начало февраля 2016 года, подготовка к производству автомата на Красиловском агрегатном заводе продолжалась.
В 2016 году завод модернизировал производство - были установлены 4 новых станка. 2016 год завод завершил с чистой прибылью в размере свыше 250 млн. гривен и выплатил в государственный бюджет свыше 30 млн. гривен налогов и отчислений.

## Дополнительная информация
- на предприятии выпускается заводская газета "Агрегатный".